# جولیان کلی
جولیان کلی (انگلیسی: Julian Kelly؛ زادهٔ ۶ سپتامبر ۱۹۸۹) بازیکن فوتبال اهل بریتانیا است.
از باشگاه‌هایی که در آن بازی کرده‌است می‌توان به باشگاه فوتبال آرسنال، باشگاه فوتبال وایکام واندررز، باشگاه فوتبال لینکولن سیتی، باشگاه فوتبال ردینگ، باشگاه فوتبال نوتس کانتی، باشگاه فوتبال اسپالدینگ یونایتد، و باشگاه فوتبال گرنثم تاون اشاره کرد.